# Kővágótöttös
Kővágótöttös is een plaats (község) en gemeente in het Hongaarse comitaat Baranya. Kővágótöttös telt 314 inwoners (2001).